# Michel Laplante
Michel Laplante (né Joseph Roger Michel Laplante le 9 décembre 1969 à Val-d’Or, Abitibi, Québec, Canada) est un ancien lanceur et entraîneur de baseball professionnel.

## Biographie
Originaire de Joutel, et ayant commencé à jouer au baseball sur le tard, Michel Laplante amorce sa carrière amateur comme lanceur avec les Bisons de St-Eustache en 1989, avant de se joindre au Orioles d'Ahuntsic en 1991 dans la Ligue de Baseball Élite du Québec. La même année, il lance un match sans point ni coup sûr. À la fin de la saison, il est repêché en 24e ronde par les Pirates de Pittsburgh, où il gravira les échelons jusqu’au niveau AA avec les Mudcats de la Caroline en 1994. Il est par la suite réclamé au ballotage par les Padres de San Diego, mais revient finalement dans l’organisation des Pirates à temps pour la saison 1995. 
En 1996, Michel Laplante tente l’aventure du baseball indépendant avec les Black Wolf de Madison et, en 1997, part pour une saison à Taïwan. Il revient par la suite avec les Black Wolf, pour finalement rejoindre l’organisation de la toute nouvelle équipe des Capitales de Québec en 1999. 
Après une saison de rêve en 1999 (11 victoires, 2 défaites et MPM de 2,08), il est sacré lanceur de l'année dans la division Est de la Ligue Northern, après quoi il signe un contrat avec les Expos de Montréal de la Ligue majeure de baseball le 17 septembre 1999. L'hiver suivant, il participe au  camp d’entraînement du club en Floride. Il est cédé au club-école des Lynx d'Ottawa au niveau AAA, le calibre de jeu le plus élevé auquel il accèdera. Il termine la saison 2000 dans l'organisation des Braves d'Atlanta et une intervention chirurgicale met fin à son rêve d’évoluer finalement dans les grandes ligues. Il ne joue pas en 2001. Il revient finalement avec les Capitales de Québec en 2002, avant de faire le saut comme gérant du club en 2005. En plus d'occuper ce poste, il fait quelques apparitions occasionnelles comme lanceur. Il quitte la gérance après la saison 2009.
De 2010 à 2024, il était le Président des Capitales de Québec.
Le 4 septembre 2016, Laplante est le seul survivant d'un accident d'hélicoptère survenu à Flatlands au Nouveau-Brunswick qui coûte la vie au pilote Frédérick Décoste et au chanteur Bob Bissonnette.
Le 30 octobre 2024, Laplante annonce son départ des Capitales de Québec après 25 ans.

## Records et exploits
- 1999 - Lanceur de l'année dans la division Est de la Ligue Northern
- 1999 - Participation au match des étoiles de la Ligue Northern
- 2006 - Champion de la Ligue Can-Am comme gérant
- 2009 - Champion de la Ligue Can-Am comme gérant